# Suzuki Swift 1.3 GS Cabrio
Suzuki Swift 1.3 GS Cabrio – pod taką nazwą była oficjalnie importowana do Europy dwuosobowa wersja z nadwoziem otwartym bardzo popularnego modelu Swift. Produkowana była wyłącznie w Japonii w fabryce Suzuki w Kosai. 
Poza Europą wersja cabrio sprzedawana była w różnych specyfikacjach technicznych m.in. jako Suzuki Cultus (Japonia i Australia) oraz Geo Metro, Pontiac Firefly i Chevrolet Sprint (USA i Kanada).

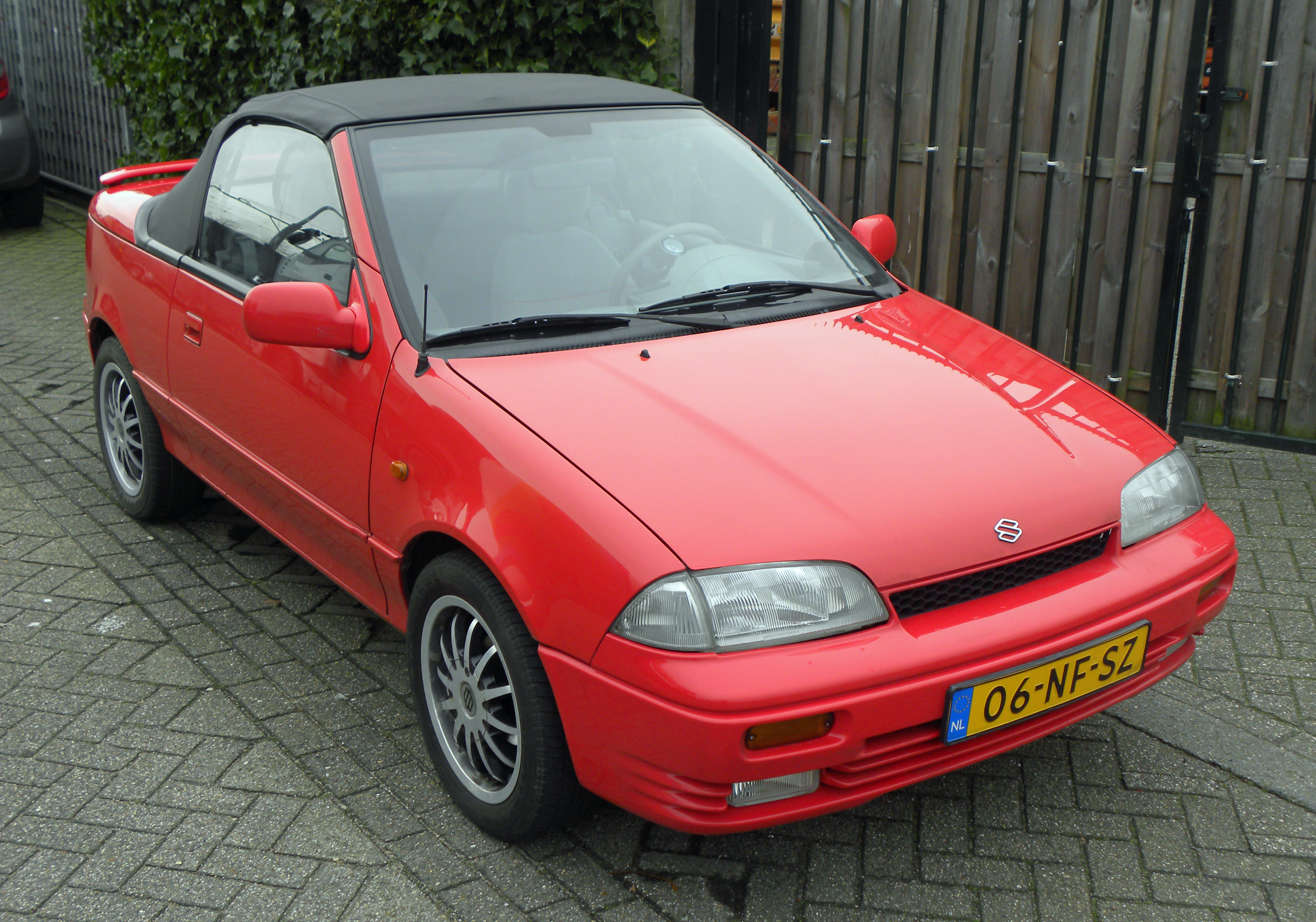
Suzuki Swift Cabrio
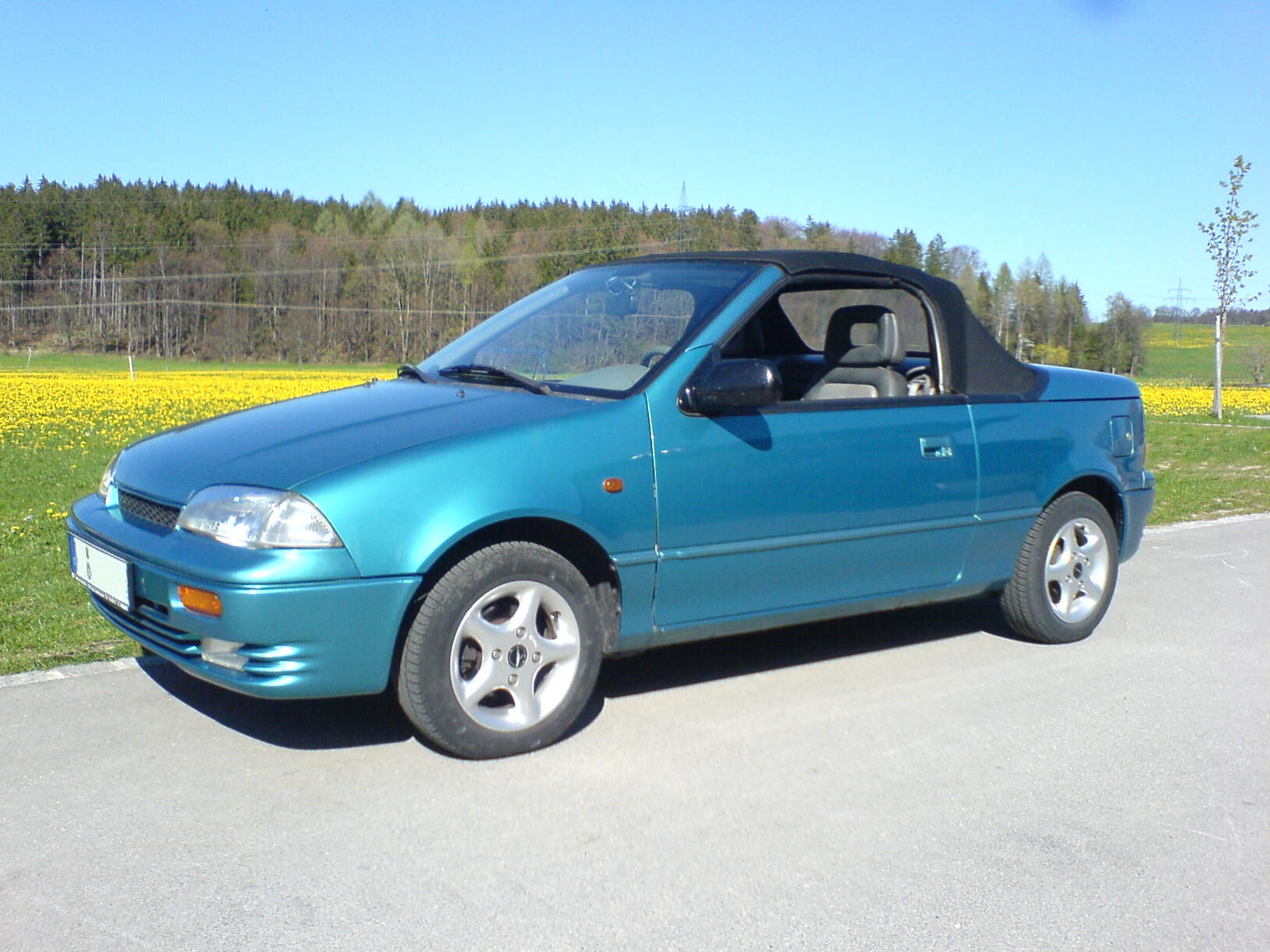
Suzuki Swift Cabrio
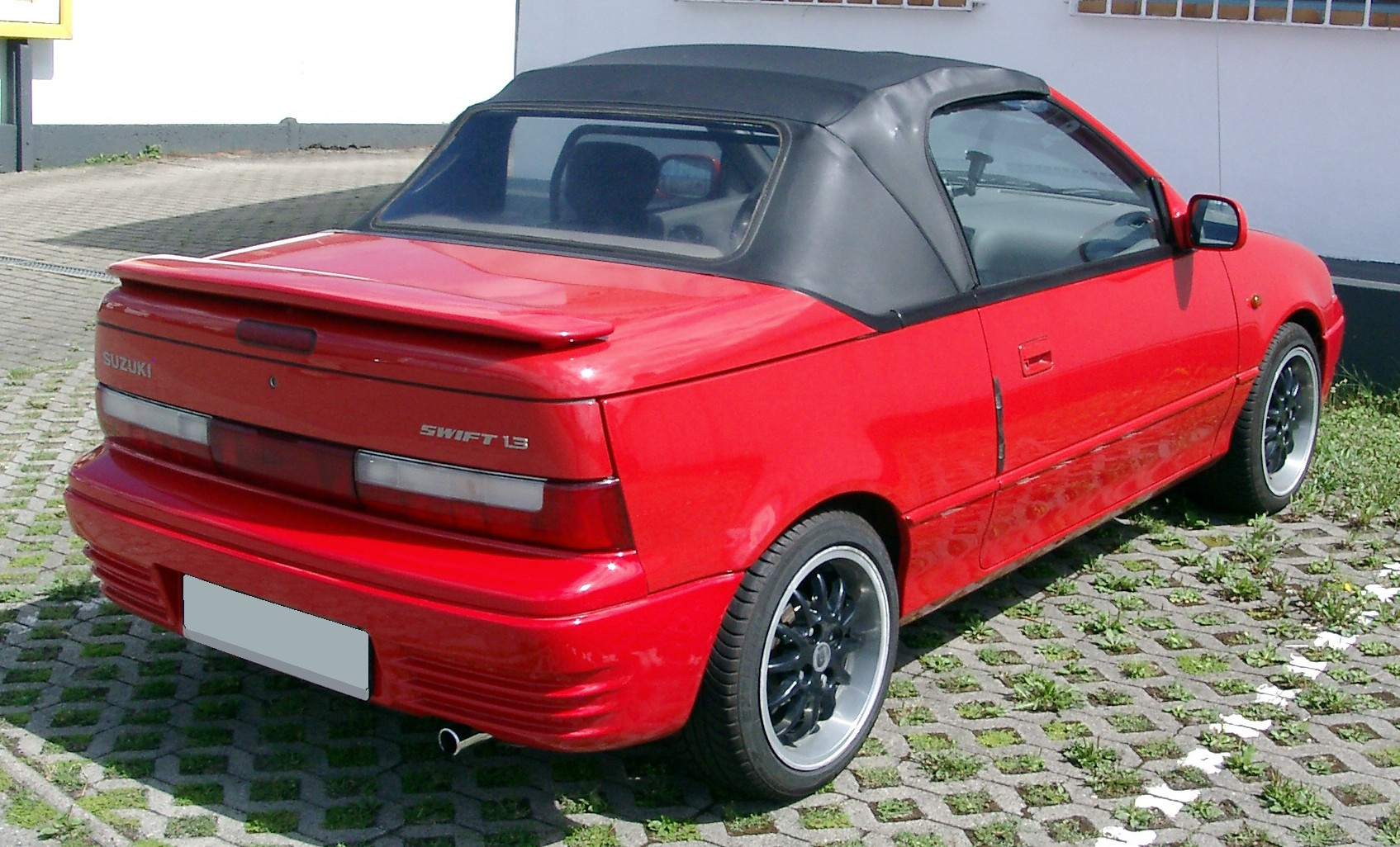
Suzuki Swift Cabrio

## Informacje ogólne[2]
Suzuki Swift w wersji cabrio dotarł do Europy na jesieni 1991 roku poprzez oficjalnego importera Suzuki International Europe GmbH z siedzibą w niemieckim Bensheim. Nastąpiło to po premierze modelu w październiku 1991 roku na targach IAA we Frankfurcie. Był sprzedawany jako Suzuki Swift 1.3 GS Cabrio przez około 4 lata do roku 1995 w cenie od  27 300 DM, a głównymi rynkami zbytu były Niemcy, Austria i Holandia.
Odmiana cabrio bazuje technicznie na konstrukcji Suzuki Swift / Cultus II generacji, opracowanej w drugiej połowie lat 80. i sprzedawanej w latach 1988 - 2003 (w zależności od kontynentu).  Jednocześnie wprowadzono zmiany wizualne zastosowane w wersji Suzuki Swift hatchback zwanej czasem MK III, wdrożonej do produkcji w drugiej połowie 1991 roku jako model roku 1992. Lifting dotyczył m.in. przeprojektowanych zderzaków i oświetlenia oraz zaokrąglonej deski rozdzielczej.
Suzuki Swift 1.3 GS Cabrio, w porównaniu z ówczesną konkurencją w swojej klasie (VW Golf Cabriolet, Peugeot 205 Cabriolet), nie posiadał pałąka przeciwkapotażowego mogącego negatywnie wpływać na ogólny odbiór estetyczny auta. W standardowym wyposażeniu oferował wspomaganie kierownicy, elektryczną regulację lusterek, światła przeciwmgłowe, szyby w błękitnej tonacji, radioodtwarzacz stereo oraz regulację kierownicy, które na przełomie lat 80. i 90. nie były takie oczywiste w budżetowych autach tego segmentu. Jednak z drugiej strony nie znajdziemy w nim poduszki powietrznej, systemu ABS ani innych elektronicznych dodatków. Powodem tego jest fakt, że Swift opracowywany był w latach 80., gdy takie rozwiązania nie były jeszcze rozpowszechnione.
Na uwagę zasługuje obszerny, jak na cabrio, bagażnik o dwóch połączonych komorach i całkowitej pojemności 363 litrów. Mimo niewielkich rozmiarów (3,74 m długości) wersja cabrio oferuje wystarczająco miejsca dla 2 osób. Niska waga 800 kg oraz mała średnica zawracania 9,20 m  zapewniają satysfakcjonującą dynamikę i łatwość manewrowania. Za komfort jazdy i prowadzenie odpowiada niezależne zawieszenie wszystkich kół, niezwykle rzadkie w ówczesnych autach tej klasy.

## Dane techniczne[3]
W Europie, w ramach oficjalnego importu, wersja cabrio sprzedawana była wyłącznie z silnikiem typu G13BA i można ją rozpoznać po następujących oznaczeniach kodowych na tabliczkach znamionowych:
- EA – druga generacja modelu Swift
- SF413 – wersja z czterocylindrowym silnikiem 1,3l
- EAK35S – wersja z nadwoziem cabrio

Silnik
- Typ: G13BA
- Pojemność: 1298 cm³
- Moc: 68 KM przy 6000 obr./min.
- Moment obrotowy: 99 Nm przy 3500 obr./min.

Zawieszenie
- Przód: kolumny McPhersona, stabilizator
- Tył: niezależne, wielowahaczowe

| Silnik            | Pojemność skokowa [cm³] | Typ silnika       | Średnica x skok cylindra | Stopień sprężania | Moc maksymalna [KM] przy obr/min | Maks. moment obrotowy [Nm] przy obr/min | Przyspieszenie 0-100 km/h [s] | Prędkość maks. [km/h] |                   |
| Silnik benzynowy: | Silnik benzynowy:       | Silnik benzynowy: | Silnik benzynowy:        | Silnik benzynowy: | Silnik benzynowy:                | Silnik benzynowy:                       | Silnik benzynowy:             | Silnik benzynowy:     | Silnik benzynowy: |
| ----------------- | ----------------------- | ----------------- | ------------------------ | ----------------- | -------------------------------- | --------------------------------------- | ----------------------------- | --------------------- | ----------------- |
| 1.3 8V SOHC       | 1298                    | R4                | 74x75,5                  | 9,5:1             | 68/6000                          | 99/3500                                 | 11,7                          | 165                   |                   |

## Kalendarium[5]
09.1988 – światowa prezentacja Suzuki Cultus II generacji na Tokyo Motor Show
10.1989 – europejska prezentacja Suzuki Swift II generacji na Birmingham Motor Show
01.1990 – amerykańska prezentacja wersji cabrio pod nazwą Geo Metro podczas targów North American International Auto Show
03.1990 – prezentacja modelu koncepcyjnego Swift Speedster by Zender na Międzynarodowy Salon Samochodowy w Genewie
06.1990 – start sprzedaży wersji cabrio pod nazwą Geo Metro / Pontiac Firefly / Chevrolet Sprint na rynku północnoamerykańskim
10.1991 – europejska prezentacja wersji cabrio pod nazwą Swift 1.3 GS Cabrio na Internationale Automobil-Ausstellung
10.1994 – zakończenie produkcji wersji cabrio Suzuki Cultus / Swift

## Modele pokrewne cabrio
Wszystkie modele Swifta były sprzedawane na wielu kontynentach, m.in. we współpracy z koncernem GM, pod różnymi markami i nazwami handlowymi - rebadging. Nie inaczej było z wersją cabrio sprzedawaną oprócz Europy również w Japonii i Australii jako Suzuki Cultus (kierownica po prawej stronie) oraz w  USA i Kanadzie jako Geo Metro, Pontiac Firefly i Chevrolet Sprint (kierownica po lewej stronie).
Suzuki Cultus
W Japonii i Australii wersja cabrio otrzymała nazwę Suzuki Cultus Convertible i została wprowadzona do sprzedaży w lutym 1992 roku. Miała seryjnie montowany silnik 1.3 (G13B 16V) o mocy 82 KM i 104 Nm.  W Japonii wersja cabrio nie zdobyła większej popularności i jej sprzedaż została zakończona już w 1993 roku.
Geo Metro / Pontiac Firefly / Chevrolet Sprint
W Ameryce Północnej wersje cabrio pojawiły się jako Geo Metro, Pontiac Firefly i Chevrolet Sprint, najwcześniej ze wszystkich, bo już w lecie 1990 roku. Miały jednak najsłabsze silniki o pojemności 1.0 l (G10A) o mocy 56 KM i 70 Nm.

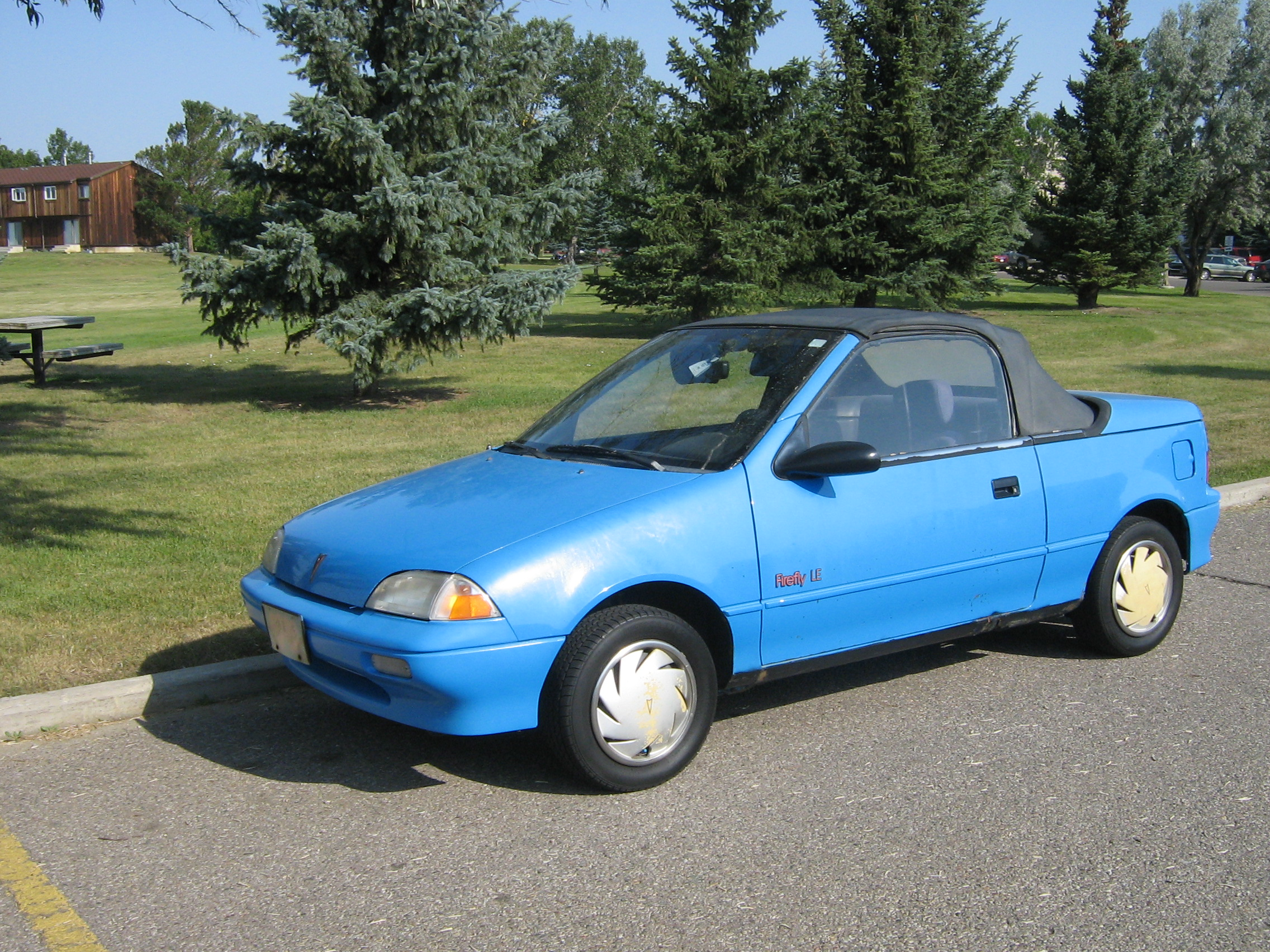
Pontiac Firefly Convertible

## Modele koncepcyjne Zender
Szczególną niespodziankę dla odwiedzających Salon Samochodowy w Genewie w marcu 1990 roku przygotował niemiecki tuner samochodowy Hans-Albert Zender. Pokazał on model koncepcyjny Suzuki Swift-Speedster by Zender, obcinając dach w Suzuki Swift GTi, wzmacniając podłogę i skracając szybę przednią o 140 mm w porównaniu z oryginałem. Dodatkowo zamontował rurowe pałąki przeciwkapotażowe i siedzenia kubełkowe Recaro. Wprowadził w ten sposób na rynek europejski krótką serię 20 aut równolegle do  zaprezentowanej przez Geo Metro w styczniu 1990 roku wersji cabrio na rynek amerykański.
Jako rozwinięcie tej koncepcji pojawiła się dodatkowo wersja bez przedniej szyby zwana Swiftster by Zender, która poprzez całkiem otwartą kabinę bardziej nawiązywała do idei speedsterów.

## Ciekawostki
- Według amerykańskiego czasopisma motoryzacyjnego TTAC wersja cabrio budzi skrajne odczucia: "It’s a polarizing car; people love it or love to hate on it."  TTAC porównał nieporadne Geo Metro "There’s something so endearingly goofy about this little ragtop" do angielskiego auta Nash Metropolitan "The Metro is the Nash Metropolitan reincarnated. They both pursued a niche market"[12].
- Niemieckie czasopismo motoryzacyjne Oldtimer Praxis w wydaniu  z maja 2016 roku informuje o najwyższym czasie na zakup Swifta Cabrio jako youngtimer'a, ponieważ dobre egzemplarze są już na wymarciu: "Youngtimer-Tipp Suzuki Swift Cabrio: Der kleine Japaner stirbt gerade aus – höchste Zeit, nach einem guten Exemplar Ausschau zu halten!"[13].